# 1477
Il 1477 (MCDLXXVII in numeri romani) è un anno  del XV secolo.

## Eventi
- I soldati dell'Impero ottomano devastano Croazia, Slovenia e Carinzia (nell'odierna Austria), entrano in Italia varcando l'Isonzo e giungono fino al Piave.
- 5 gennaio – Battaglia di Nancy: Carlo il Temerario viene ucciso e la Borgogna diventa parte della Francia.

## Nati
- 13 gennaio - Henry Algernon Percy, V conte di Northumberland, conte britannico († 1527)
- 16 gennaio - Johannes Schöner, matematico e astrologo tedesco († 1547)
- 25 gennaio - Anna di Bretagna, sovrana († 1514)
- 3 febbraio - Pierio Valeriano, umanista, teologo e scrittore italiano († 1558)
- 20 marzo - Hieronymus Emser, teologo e umanista tedesco († 1527)
- 22 giugno - Thomas Grey, II marchese di Dorset, nobile inglese († 1530)
- 4 luglio - Giovanni Aventino, storico e filologo tedesco († 1534)
- 12 luglio - Jacopo Sadoleto, cardinale, vescovo cattolico e umanista italiano († 1547)
- 28 agosto - Lionello II Pio di Savoia, politico († 1571)
- 1º settembre - Fanfulla da Lodi, condottiero italiano († 1525)
- 11 settembre - Raffaello Botticini, pittore italiano († 1520)
- 19 settembre - Ferrante d'Este, nobile e condottiero italiano († 1540)
- 21 settembre - Mathias Zell, teologo tedesco († 1548)
- 17 ottobre - Laura Bentivoglio, nobile italiana († 1523)
- 5 dicembre - Baccio Valori, politico e condottiero italiano († 1537)
- Ludovico Aminale da Terni, cavaliere medievale italiano
- Giovanna d'Aragona, nobile italiana († 1510)
- Asakura Norikage, militare giapponese († 1555)
- Grifonetto Baglioni, politico italiano († 1500)
- Pierre de la Baume, cardinale e arcivescovo cattolico francese († 1544)
- Thomas Boleyn, I conte del Wiltshire, ambasciatore inglese († 1539)
- Gianvincenzo Carafa, cardinale e arcivescovo cattolico italiano († 1541)
- Cesare da Sesto, pittore italiano († 1523)
- Federico Delfino, astronomo, filosofo e matematico italiano († 1547)
- Galeazzo Farnese, condottiero italiano († 1529)
- Andrea di Cosimo Feltrini, pittore italiano († 1548)
- Ottaviano Fregoso, doge italiano († 1524)
- Francesco Gonzaga, cavaliere medievale italiano († 1511)
- Gaspare Grimaldi Bracelli, doge († 1552)
- Agazio Guidacerio, umanista, linguista e filologo italiano († 1542)
- Malik Muhammad Jayasi, poeta indiano († 1542)
- Lorenzo Leonbruno, pittore italiano († 1537)
- Luigi II d'Amboise, vescovo cattolico e cardinale francese († 1511)
- Lü Ji, pittore cinese
- Bartolomeo Maggi, medico e anatomista italiano († 1552)
- Antonio Sanseverino, cardinale e arcivescovo cattolico italiano († 1543)
- Lambert Simnel († 1525)
- Il Sodoma, pittore italiano († 1549)

## Morti
- 2 gennaio - Franzone
- 2 gennaio - Girolamo Olgiati, umanista italiano (n. 1454)
- 5 gennaio - Carlo I di Borgogna, nobile (n. 1433)
- 6 gennaio - Giovanni VIII di Borbone-Vendôme, conte (n. 1428)
- 15 gennaio - Adriana di Nassau-Dillenburg, nobile tedesca (n. 1449)
- 29 gennaio - Gregorio di Sanok, arcivescovo cattolico polacco
- 17 febbraio - Barnaba da Terni, presbitero e religioso italiano (n. 1398)
- 9 marzo - Enrico IV di Meclemburgo-Schwerin, duca tedesco (n. 1417)
- 18 marzo - Premislavo II di Teschen, duca
- 20 marzo - Lorenzo Canozi, intarsiatore, tipografo e pittore italiano (n. 1425)
- 30 aprile - Raffaello della Rovere, italiano (n. 1423)
- 1º maggio - Pafnuzio di Borovsk, monaco cristiano, religioso e santo russo (n. 1394)
- 25 maggio - Ottaviano Maria Sforza, conte (n. 1458)
- 27 giugno - Adolfo di Egmond, nobile olandese (n. 1438)
- 11 luglio - Tristano Sforza, condottiero italiano (n. 1429)
- 15 luglio - Giovanni Antonio Campano, umanista e vescovo cattolico italiano (n. 1429)
- 4 agosto - Jacques d'Armagnac, nobile francese
- 11 agosto - Latino di Carlo Orsini, cardinale italiano (n. 1411)
- 1º settembre - Tebaldo di Lussemburgo, cardinale e vescovo cattolico francese (n. 1410)
- 8 settembre - Lionello I Pio di Savoia, condottiero italiano
- 12 novembre - Pier Candido Decembrio, letterato, funzionario e traduttore italiano (n. 1399)
- Giovanni Antonio Bellinzoni da Pesaro, pittore italiano (n. 1415)
- Antonio Caldora, nobile e condottiero italiano (n. 1400)
- Gabriele Capodilista, scrittore e viaggiatore italiano
- Fortunato Coppoli, religioso e giurista italiano (n. 1430)
- Antonio degli Agli, vescovo cattolico, scrittore e teologo italiano (n. 1400)
- Elisabetta Malatesta, nobildonna italiana (n. 1407)
- Giacomo Montagano, nobile e condottiero italiano
- Heinrich Reffle von Richtenberg, nobile tedesco
- Giorgio Sfranze, generale e storico bizantino (n. 1401)
- Alessandro Tartagni, giurista italiano (n. 1424)
- Ughurlu Muhammad, principe turkmeno
- Donato del Conte, condottiero italiano

## Calendario
| Calendario 1477 | Calendario 1477 | Calendario 1477 | Calendario 1477 | Calendario 1477 | Calendario 1477 | Calendario 1477 | Calendario 1477 | Calendario 1477 | Calendario 1477 | Calendario 1477 | Calendario 1477 | Calendario 1477 | Calendario 1477 | Calendario 1477 | Calendario 1477 | Calendario 1477 | Calendario 1477 | Calendario 1477 | Calendario 1477 | Calendario 1477 | Calendario 1477 | Calendario 1477 | Calendario 1477 | Calendario 1477 | Calendario 1477 | Calendario 1477 | Calendario 1477 | Calendario 1477 | Calendario 1477 | Calendario 1477 | Calendario 1477 | Calendario 1477 |
| --------------- | --------------- | --------------- | --------------- | --------------- | --------------- | --------------- | --------------- | --------------- | --------------- | --------------- | --------------- | --------------- | --------------- | --------------- | --------------- | --------------- | --------------- | --------------- | --------------- | --------------- | --------------- | --------------- | --------------- | --------------- | --------------- | --------------- | --------------- | --------------- | --------------- | --------------- | --------------- | --------------- |
|                 | 1               | 2               | 3               | 4               | 5               | 6               | 7               | 8               | 9               | 10              | 11              | 12              | 13              | 14              | 15              | 16              | 17              | 18              | 19              | 20              | 21              | 22              | 23              | 24              | 25              | 26              | 27              | 28              | 29              | 30              | 31              |                 |
| Gennaio         | Me              | Gi              | Ve              | Sa              | Do              | Lu              | Ma              | Me              | Gi              | Ve              | Sa              | Do              | Lu              | Ma              | Me              | Gi              | Ve              | Sa              | Do              | Lu              | Ma              | Me              | Gi              | Ve              | Sa              | Do              | Lu              | Ma              | Me              | Gi              | Ve              |                 |
| Febbraio        | Sa              | Do              | Lu              | Ma              | Me              | Gi              | Ve              | Sa              | Do              | Lu              | Ma              | Me              | Gi              | Ve              | Sa              | Do              | Lu              | Ma              | Me              | Gi              | Ve              | Sa              | Do              | Lu              | Ma              | Me              | Gi              | Ve              |                 |                 |                 |                 |
| Marzo           | Sa              | Do              | Lu              | Ma              | Me              | Gi              | Ve              | Sa              | Do              | Lu              | Ma              | Me              | Gi              | Ve              | Sa              | Do              | Lu              | Ma              | Me              | Gi              | Ve              | Sa              | Do              | Lu              | Ma              | Me              | Gi              | Ve              | Sa              | Do              | Lu              |                 |
| Aprile          | Ma              | Me              | Gi              | Ve              | Sa              | Do              | Lu              | Ma              | Me              | Gi              | Ve              | Sa              | Do              | Lu              | Ma              | Me              | Gi              | Ve              | Sa              | Do              | Lu              | Ma              | Me              | Gi              | Ve              | Sa              | Do              | Lu              | Ma              | Me              |                 |                 |
| Maggio          | Gi              | Ve              | Sa              | Do              | Lu              | Ma              | Me              | Gi              | Ve              | Sa              | Do              | Lu              | Ma              | Me              | Gi              | Ve              | Sa              | Do              | Lu              | Ma              | Me              | Gi              | Ve              | Sa              | Do              | Lu              | Ma              | Me              | Gi              | Ve              | Sa              |                 |
| Giugno          | Do              | Lu              | Ma              | Me              | Gi              | Ve              | Sa              | Do              | Lu              | Ma              | Me              | Gi              | Ve              | Sa              | Do              | Lu              | Ma              | Me              | Gi              | Ve              | Sa              | Do              | Lu              | Ma              | Me              | Gi              | Ve              | Sa              | Do              | Lu              |                 |                 |
| Luglio          | Ma              | Me              | Gi              | Ve              | Sa              | Do              | Lu              | Ma              | Me              | Gi              | Ve              | Sa              | Do              | Lu              | Ma              | Me              | Gi              | Ve              | Sa              | Do              | Lu              | Ma              | Me              | Gi              | Ve              | Sa              | Do              | Lu              | Ma              | Me              | Gi              |                 |
| Agosto          | Ve              | Sa              | Do              | Lu              | Ma              | Me              | Gi              | Ve              | Sa              | Do              | Lu              | Ma              | Me              | Gi              | Ve              | Sa              | Do              | Lu              | Ma              | Me              | Gi              | Ve              | Sa              | Do              | Lu              | Ma              | Me              | Gi              | Ve              | Sa              | Do              |                 |
| Settembre       | Lu              | Ma              | Me              | Gi              | Ve              | Sa              | Do              | Lu              | Ma              | Me              | Gi              | Ve              | Sa              | Do              | Lu              | Ma              | Me              | Gi              | Ve              | Sa              | Do              | Lu              | Ma              | Me              | Gi              | Ve              | Sa              | Do              | Lu              | Ma              |                 |                 |
| Ottobre         | Me              | Gi              | Ve              | Sa              | Do              | Lu              | Ma              | Me              | Gi              | Ve              | Sa              | Do              | Lu              | Ma              | Me              | Gi              | Ve              | Sa              | Do              | Lu              | Ma              | Me              | Gi              | Ve              | Sa              | Do              | Lu              | Ma              | Me              | Gi              | Ve              |                 |
| Novembre        | Sa              | Do              | Lu              | Ma              | Me              | Gi              | Ve              | Sa              | Do              | Lu              | Ma              | Me              | Gi              | Ve              | Sa              | Do              | Lu              | Ma              | Me              | Gi              | Ve              | Sa              | Do              | Lu              | Ma              | Me              | Gi              | Ve              | Sa              | Do              |                 |                 |
| Dicembre        | Lu              | Ma              | Me              | Gi              | Ve              | Sa              | Do              | Lu              | Ma              | Me              | Gi              | Ve              | Sa              | Do              | Lu              | Ma              | Me              | Gi              | Ve              | Sa              | Do              | Lu              | Ma              | Me              | Gi              | Ve              | Sa              | Do              | Lu              | Ma              | Me              |                 |